# Eggleston
Eggleston è un villaggio dell'Inghilterra, appartenente alla contea del Durham.